# Karina I. Jacobsgaard
Karina Ildor Jacobsgaard (født 1. januar 1980) er en dansk tennisspiller, der var professionel på ITF Women's Circuit i perioden 2000-06, og som vandt tre ITF-titler i single og en titel i double. Jacobsgaard repræsenterede endvidere Danmark i 28 holdkampe i Fed Cup i perioden 2000-10.
Jacobsgaard har vundet 23 individuelle Danmarksmesterskaber i tennis, heraf syv i damesingle, 12 i damedouble og 4 i mixed double. Hun vandt den første titel som 16-årig i 1996, mens den hidtil seneste DM-titel blev vundet i 2015.
Efter sin professionelle karriere var Jacobsgaard dansk juniorlandstræner i tre år fra 2008 til 2011, hvorefter hun satte sig i stolen som talentudviklingschef i KB. Fra 2014 til 2018 arbejdede hun som klubmanager i Hareskov-Værløse Tennisklub. Hun er nu idrætskonsulent i Frederiksberg Idræts-Union.

## Internationale resultater
Karina I. Jacobsgaard spillede som professionel på ITF Women's Circuit i perioden 2000-06, hvor hun vandt tre ITF-titler i double og en titel i single og i alt vandt $ 27.461 i præmiepenge. Alle fire titler blev vundet i $10.000-turneringer, der på det tidspunkt var den laveste kategori af turneringer på ITF Women's Circuit.
Hun opnåede sine bedste placeringer på WTA's verdensrangliste i maj 2004, hvor hun som bedst lå nr. 432 i single og på 463.-pladsen i double.

### Single
Turneringssejre (3)
| Nr. | Dato               | Sted                 | Kategori | Underlag | Modstander       | Resultat      |
| --- | ------------------ | -------------------- | -------- | -------- | ---------------- | ------------- |
| 1.  | 24. september 2001 | Kastoria, Grækenland | $10.000  | Grus     | Maria Pavlidou   | 6–1, 6–1      |
| 2.  | 1. september 2003  | Ben Aknoun, Algeriet | $10.000  | Grus     | Jennifer Schmidt | 6–4, 3–6, 6–2 |
| 3.  | 4. juli 2005       | Le Touquet, Frankrig | $10.000  | Grus     | Diana Brunel     | 6–0, 6–0      |

Finalepladser (2)
| Nr. | Dato              | Sted            | Kategori | Underlag              | Modstander      | Resultat         |
| --- | ----------------- | --------------- | -------- | --------------------- | --------------- | ---------------- |
| 1.  | 3. september 2001 | Chieti, Italien | $10.000  | Grus                  | Zuzana Zemenová | 6–2, 6–7(2), 2–6 |
| 2.  | 21. januar 2002   | Båstad, Sverige | $10.000  | Hardcourt (indendørs) | Eszter Molnár   | 7–6(5), 4–6, 0–6 |

### Double
Turneringssejre (1)
| Nr. | Dato            | Sted                | Kategori | Underlag  | Makker         | Modstandere                   | Resultat |
| --- | --------------- | ------------------- | -------- | --------- | -------------- | ----------------------------- | -------- |
| 1.  | 30. august 2004 | Mollerussa, Spanien | $10.000  | Hardcourt | Emilie Trouche | Sabine Lisicki Nelly Meillard | w.o.     |

Finalepladser (5)
| Nr. | Dato              | Sted                 | Kategori | Underlag | Makker            | Modstandere                                    | Resultat      |
| --- | ----------------- | -------------------- | -------- | -------- | ----------------- | ---------------------------------------------- | ------------- |
| 1.  | 28. januar 2002   | Mallorca, Spanien    | $10.000  | Grus     | Irena Nossenko    | Jennifer Schmidt Maria Wolfbrandt              | 6–7(7), 5–7   |
| 2.  | 1. september 2003 | Ben Aknoun, Algeriet | $10.000  | Grus     | Ina Sartz         | Barbara Pócza Petra Teller                     | 6–3, 4–6, 4–6 |
| 3.  | 1. november 2004  | Mallorca, Spanien    | $10.000  | Grus     | Hanne Skak Jensen | Estrella Cabeza Candela Adriana González Peñas | 3–6, 3–6      |
| 4.  | 8. november 2004  | Mallorca, Spanien    | $10.000  | Grus     | Hanne Skak Jensen | Alja Zec Peškirič Maša Zec Peškirič            | 0–6, 6–2, 3–6 |
| 5.  | 10. juli 2006     | Birkerød, Danmark    | $10.000  | Grus     | Hanne Skak Jensen | Julia Paetow Anne Schäfer                      | 5–7, 1–6      |

## Fed Cup
Karina I. Jacobsgaard repræsenterede Danmark i Fed Cup i 28 holdkampe i perioden 2000-10, og hun er dermed den spiller, der har spillet tredjeflest holdkampe for Danmark – kun overgået af Eva Dyrberg (40) og Tine Scheuer-Larsen (35). I de 28 holdkampe spillede hun i alt 38 kampe, hvori hun opnåede 13 sejre og 25 nederlag, heraf 6 sejre og 13 nederlag i single samt 7 sejre og 12 nederlag i double.

## Nationale resultater
Karina I. Jacobsgaard har vundet 23 individuelle Danmarksmesterskaber i tennis i perioden fra 1996 til 2015, heraf syv i single, 12 i damedouble og 4 i mixed double.
- Udendørs-DM i tennis
  - Damesingle
    -  Guld (4): 2001, 2005, 2006, 2007.

  - Damedouble
    -  Guld (7): 1996 (m. Eva Dyrberg), 1999 (m. Rikke Faurfelt), 2006, 2007, 2008, 2009 (m. Hanne Skak Jensen), 2015 (m. Mai Grage).

  - Mixed double
    -  Guld (4): 2005 (m. Frederik Løchte Nielsen), 2006 (m. Martin Pedersen), 2007 (m. Joakim Bay Simonsen), 2008 (m. Mads Gottlieb).

- Indendørs-DM i tennis
  - Damesingle
    -  Guld (3): 2001, 2003, 2008.

  - Damedouble
    -  Guld (5): 1997, 2000 (m. Rikke Faurfelt), 2008 (m. Line Elvstrøm Ekner), 2009 (m. Hanne Skak Jensen), 2011 (m. Mai Grage).

## Priser
- Dansk Tennis Forbunds Landskampsnål (2000).[1]
- Kong Frederik d. IX's Ærespræmie (2002).[2]
- Leo Dannins Studielegat (2008).[3]
- Årets idrætsleder i Furesø Kommune (2015).[4]
- Årets Æresgallerist i KB (2016).[5]

## Privatliv
Karina I. Jacobsgaard blev i 1999 student fra Falkonergårdens Gymnasium og HF-kursus, og i 2010 blev hun uddannet cand.merc. i strategi, organisation og ledelse fra Copenhagen Business School.
Jacobsgaard var i perioden 2008-11 juniorlandstræner i Dansk Tennis Forbund. Fra 2011 til 2013 fungerede hun som talentudviklingschef i KB. Hun har siden 2014 arbejdet som klubmanager i Hareskov-Værløse Tennisklub.